# Silver Strikers FC
Der Silver Strikers Football Club ist ein malawischer Fußballverein aus Lilongwe. Aktuell (Stand Mai 2024) spielt der Verein in der ersten Liga.

## Erfolge
- Super League

Meister: 1993, 1994, 1996, 2008, 2010, 2012, 2013, 2014, 2024
Vizemeister: 22002, 2006, 2021
- Malawi FAM Cup

Pokalsieger: 2007, 2014, 2021
Pokalfinalist: 2012, 2013, 2018
- BP/Airtel Top 8 Cup: 2002, 2017, 2019

## Stadion
Der Verein trägt seine Heimspiele im Silver Stadium in Lilongwe aus. Das Stadion hat ein Fassungsvermögen von 20.000 Personen.

## Trainer
| Trainer         | Nation      | von             | bis |
| --------------- | ----------- | --------------- | --- |
| Pieter de Jongh | Niederlande | 1. Februar 2023 |     |